# Czerpnia gujańska

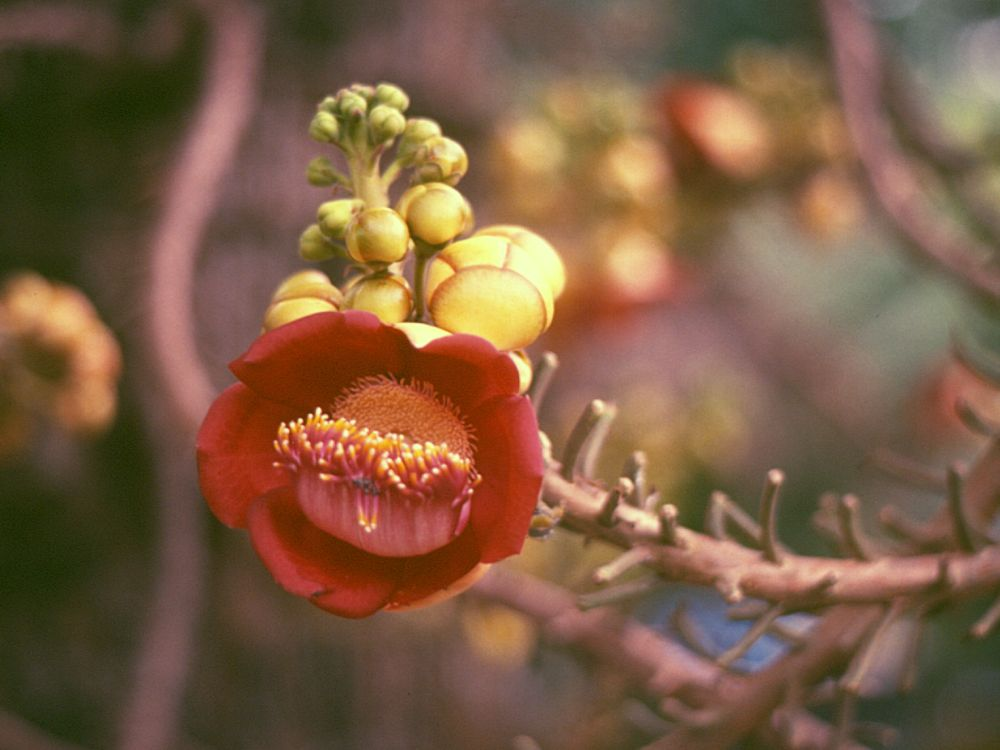
Kwiat czerpni gujańskiej

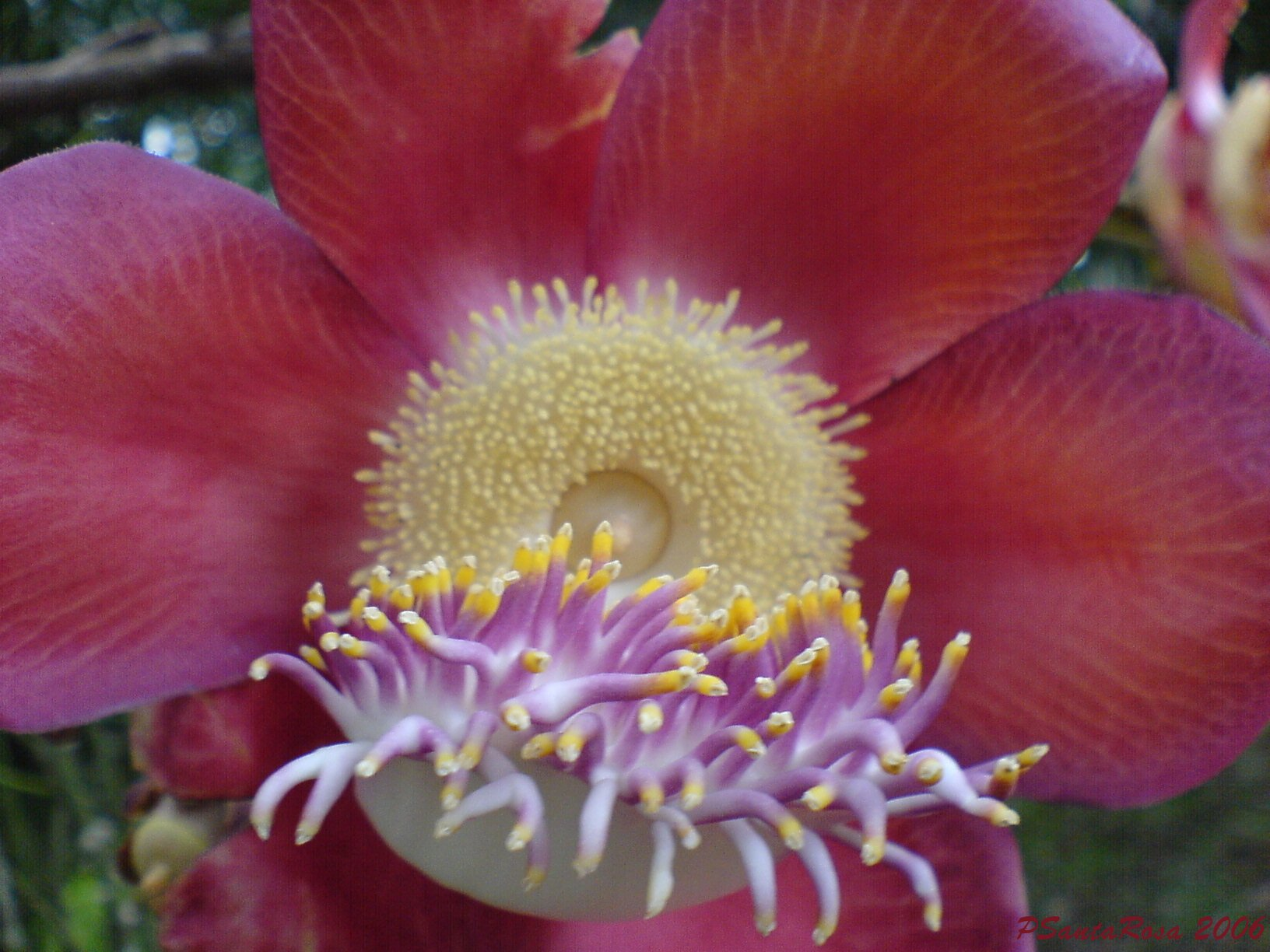
Zbliżenie kwiatu

Czerpnia gujańska (Couroupita guianensis) – gatunek drzewa z rodziny czaszniowatych. Pochodzi z północnej części Ameryki Południowej. Ze względu na duże kuliste owoce przypominające kule armatnie potoczna nazwa angielska to cannonball tree (drzewo kul armatnich), podobnie w innych językach.

## Morfologia
PokrójDrzewo osiągające do 35 m wysokości. Korona kulista.
LiścieNaprzemianległe, podłużnie eliptyczne lub odwrotnie jajowate, długości do 30 cm. Opadają wielokrotnie w ciągu roku.
KwiatyZazwyczaj na bezlistnych gałęziach pod koroną. 6 czerwonawych płatków korony, w środku biało-różowo-żółte pręciki zrośnięte razem. W nocy słodkawa woń kwiatów przyciąga zapylające je nietoperze.
OwoceBrązowe, kuliste, o średnicy 15-24 cm, z grubą łupiną i widoczną "pokrywą", ale niepękające. Miąższ jadalny, ale o nieprzyjemnym zapachu, atrakcyjnym jednakże dla dzikich świń. Liczne nasiona.
Rośliny sadzone w Azji rzadko kwitną i owocują, prawdopodobnie z powodu braku zapylających je nietoperzy.

## Zastosowanie
Gatunek sadzony jest powszechnie w tropikach jako drzewo ozdobne ze względu na efektowne kwiaty.

## Znaczenie kulturowe
W Indiach liczne pręciki kojarzą się ze znanymi z mitologii wężami naga, chroniącymi słupek linga w środku, będący symbolem boga Śiwy. Z tego względu kwiat nazywany jest nagalinga i wykorzystywany w kulcie hinduistycznym.
Również w krajach buddyjskich, jak Sri Lanka czy Tajlandia drzewo jest sadzone przy świątyniach, mylone z drzewem sala, pod którym miał narodzić się Budda.